# Museo delle anime del Purgatorio
Il museo delle anime del Purgatorio è un'esposizione di documenti e testimonianze che proverebbero l'esistenza del Purgatorio e delle anime di defunti che vi soggiornano, in attesa di ascendere in Paradiso. Il museo si trova a Roma, in lungotevere Prati, presso la sagrestia della chiesa del Sacro Cuore del Suffragio.

## Storia
La chiesa del Sacro Cuore del Suffragio fu edificata nel 1890 su di un terreno acquistato da don Victor Jouët, missionario marsigliese fondatore dell'Associazione del Sacro Cuore di Gesù per il suffragio delle anime del Purgatorio; il 15 settembre 1897, pochi anni dopo la sua costruzione, scoppiò un incendio nell'edificio e una piccola cappella dedicata alla Vergine del Rosario fu devastata dalle fiamme. Tra le tracce lasciate dall'incendio dietro l'altare, don Victor Jouët credette di riconoscere l'immagine di un volto umano dall'espressione infelice. La manifestazione lo spinse a credere che l'anima di un defunto in pena e condannata al Purgatorio volesse mettersi in contatto con i vivi.
Il missionario stesso, colpito dall'avvenimento, decise di viaggiare nel resto dell'Europa per cercare documenti e testimonianze di fatti analoghi. Riuscì a raccogliere parecchi oggetti provenienti quindi non solo dall'Italia, ma anche dalla Francia, dal Belgio e dalla Germania. Il materiale raccolto, il cui reperto più antico risale al 1637, fu esposto nella sagrestia della chiesa e alla collezione fu dato il nome di Museo cristiano d'Oltretomba. I documenti conservati dimostrerebbero che i defunti, dovendo passare un certo periodo nel regno ultraterreno del Purgatorio allo scopo di purificarsi dai loro peccati, cercano di attirare l'attenzione dei vivi per chiedere loro preghiere e messe di suffragio, affinché sia facilitato il loro passaggio in Paradiso.
La collezione fu incrementata dal fondatore con la benedizione di san Pio X, convinto quest'ultimo che la collezione fosse in grado di richiamare i fedeli ai loro doveri cristiani nei confronti dei defunti. La raccolta subì un drastico ridimensionamento anni dopo la morte di Victor Jouët, avvenuta nel 1912. Nel 1921, infatti, padre Gilla Vincenzo Gremigni, l'allora responsabile della chiesa, volle ridurre l'esposizione dei cimeli a quelli che potessero essere ritenuti indiscutibilmente autentici ed esposti con una minore pubblicità.

## Collezione

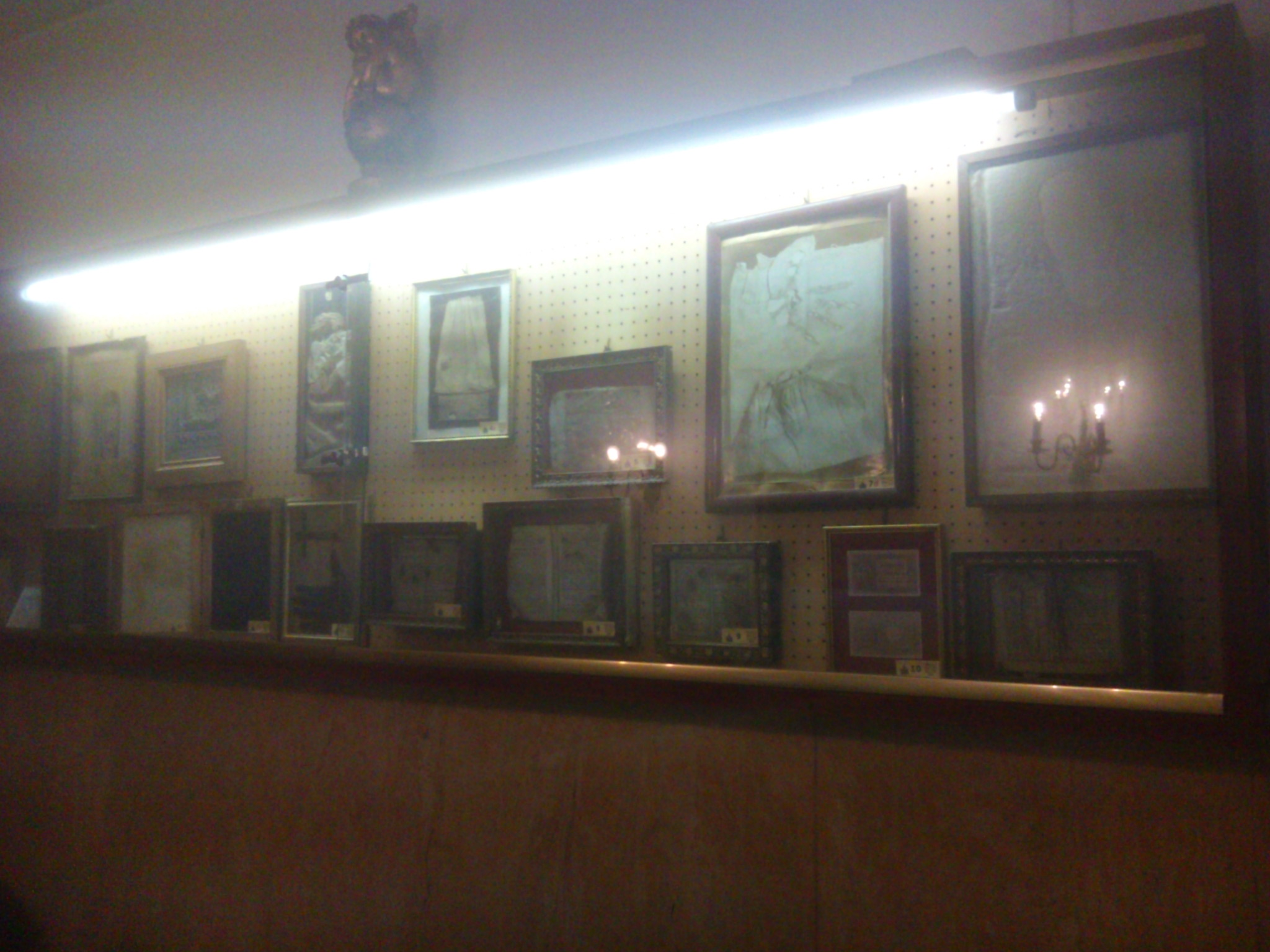
L'esposizione del museo delle anime del Purgatorio

La collezione è conservata in un'unica sala presso la sagrestia della chiesa del Sacro Cuore del Suffragio ove sono raccolti documenti e foto che documenterebbero le manifestazioni ultraterrene delle anime dei defunti, tra cui un libro di preghiere in cui si riconoscerebbe l'impronta di una mano impressa su una pagina, delle impronte infuocate sugli abiti talari e sulla camicia di Isabella Fornari, badessa delle Clarisse di Todi nel 1731, la federa di un cuscino impressa a fuoco dall'anima di una suora morta di tisi nel 1894, apparsa a una consorella per convincerla a pregare per la salvezza della sua anima e altre reliquie tra cui le tracce lasciate dal passaggio di una donna defunta sul berretto del vedovo mentre gli chiedeva di recitare delle preghiere per affrettare il suo passaggio in Paradiso. Tra i documenti esposti si può osservare la fotocopia di una banconota da dieci lire, in parte bruciata, che lo spirito di un sacerdote trapassato avrebbe lasciato tra l'agosto e il novembre del 1920 nel monastero di San Leonardo di Montefalco, insieme ad altre ventinove banconote, per convincere i suoi confratelli a fargli dedicare una messa.
Una delle reliquie con le impronte più nitide è la camicia da notte appartenuta a Giuseppe Leleux di Wodecq che reca impressa sulla manica la bruciatura della mano della madre morta nel 1762. L'evento sovrannaturale sarebbe avvenuto nel 1789 quando la defunta apparve al cospetto del figlio durante la notte, rimproverandolo per la vita dissoluta che stava conducendo e per il fatto di averla dimenticata nelle sue preghiere. Il figlio rimase così colpito dalle parole dello spettro da dedicarsi da allora in poi alla Chiesa tornando sulla retta via e morendo addirittura in "odore di santità".

## Ubicazione
Il museo è ubicato nel Rione Prati di Roma, a poche centinaia di metri dal Palazzaccio, e da Castel Sant'Angelo, a poco più di un chilometro dalle fermate della linea A della metropolitana.